# Manuel Vega
Manuel Vega, född den 9 augusti 1975 i Niquero, är en kubansk basebollspelare (pitcher) som tog guld för Kuba vid olympiska sommarspelen 2004 i Aten.